# (6808) Plantin
(6808) Plantin ist ein Asteroid des inneren Hauptgürtels, der am 5. Februar 1932 von dem deutschen Astronomen Karl Wilhelm Reinmuth an der Landessternwarte Heidelberg-Königstuhl (IAU-Code 024) auf dem Westgipfel des Königstuhls bei Heidelberg entdeckt wurde.
Der Asteroid wurde am 28. August 1996 nach dem französisch-flämischen Buchdrucker und Verleger Christoffel Plantijn (~1520–1589) benannt, der im 16. Jahrhundert zu den produktivsten und einflussreichsten Vertretern seiner Zunft gehört hat.